# 李容浩
李 容浩（リ・ヨンホ、리용호、1956年 - ）は、朝鮮民主主義人民共和国の外交官・政治家。朝鮮労働党中央委員会政治局員、朝鮮民主主義人民共和国国務委員会委員、朝鮮民主主義人民共和国外務相を歴任した。

## 人物
平壌外国語大学卒業後、朝鮮民主主義人民共和国外務省へ入職。職業外交官として駐スウェーデン朝鮮民主主義人民共和国大使館に勤務。その後、外務省本省で東南アジア諸国連合地域フォーラムの団長を務めた。
2003年に駐英朝鮮民主主義人民共和国特命全権大使に就任し、2004年に駐アイルランド特命全権大使を兼任している。金正日体制の下で2010年には朝鮮民主主義人民共和国外務省副相（副外相）に起用され、2011年には6カ国協議（いわゆる朝鮮民主主義人民共和国における核開発問題を協議する、北朝鮮・韓国・日本・中国の周辺四か国とアメリカとロシアによる会合）の首席代表に任命された。
金正恩体制下の2016年5月に開催された朝鮮労働党第7次大会で政治局員候補に選出された直後、外交担当の党副委員長に転じた李洙墉の後任として朝鮮民主主義人民共和国外務相に任命されたことが判明した。また同年6月29日に開催された第13期最高人民会議第4回会議で朝鮮民主主義人民共和国国務委員会委員に選出された。
2017年9月19日、国連総会で演説を行うため2016年に続き訪米。訪米中の記者会見にて、太平洋上での水爆実験の可能性を示唆したほか、9月23日には総会演説にて弾道ミサイルによるアメリカ本土への先制攻撃の可能性も示唆した。
2017年10月7日に行われた朝鮮労働党第7次大会第2回総会で党中央委員会政治局員に昇格した。
2018年3月15日からスウェーデンを訪問。ステファン・ロベーン首相のほかマルゴット・ヴァルストローム外相と会談。スウェーデン側から議題は、朝鮮半島の非核化、米朝首脳会談であることが示唆されたが、詳細な内容については非公表とされた。
2018年3月25日、最高指導者就任後の初外遊で中国を訪問した金正恩に同行した。翌4月に訪露。12日にトルトネフ極東連邦管区大統領全権代表（副首相兼務）と会談した後、タジキスタンへ移動。13日以降アスロフ外相らと会談を行った。
2018年5月7日、中国の大連で習近平総書記と会談した金正恩の訪中に同行した。9月の国連総会の際にはアメリカのマイク・ポンペオ国務長官、日本の河野太郎外相らと相次いで会談した。
2018年12月上旬、ベトナム・シリア・中国訪問を行った。
2019年3月に行われた最高人民会議第14期代議員選挙で代議員に初当選。同年4月の最高人民会議で国務委員に再選された。
2020年1月19日、複数の報道機関によって、李容浩が外務大臣を解任され李善権が後任に指名されたと報じられた。解任理由は、アメリカとの交渉が進まなかったことなどが推測されている。
2020年4月12日の最高人民会議第14期第3回会議で国務委員会委員から解任された。
2023年1月、李容浩を含む在英北朝鮮大使館に勤務経験のある外務省関係者数人が2022年夏から秋頃に相次ぎ処刑されたと報じられた。同月5日、大韓民国の国家情報院は、李容浩が粛清されたことを確認したと明らかにした。処刑の事実については「確認されていない」とした。2024年7月中旬に脱北した駐キューバ参事官の李日圭（リ・イルギュ）によると、在中国大使館を巡る贈収賄事件に関与したとして、2019年12月に一家で政治犯収容所に送られたという。